# بادبزن

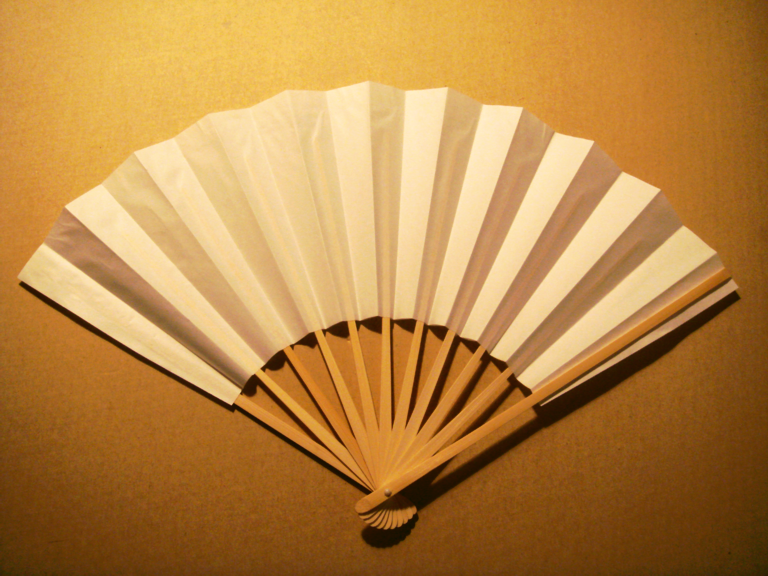
بادبزن دستی ژاپنی (اوگی).

بادبِزَن، وسیله‌ای است که به منظور خنک کردن صورت و بدن از طریق ایجاد جریان هوا با دست به کار می‌رود.
واژه بادبزن گاه به معنای پنکه نیز به کار می‌رود ولی در بیشتر موارد منظور از آن همان بادبزن دستی است.
هرگونه جسم دارای سطح صاف و پهن و نسبتاً باریک می‌تواند با پس و پیش بردن با دست برای به جریان درآوردن هوا استفاده شود و از آن به عنوان یک بادبزن استفاده کرد؛ اما بادبزن‌های واقعی که برای منظور خنک‌سازی بهینه ساخته شده‌اند معمولاً شکلی به صورت یک قطاعی از دایره دارند و از جنسی نازک هم‌چون مقوای نازک یا کاغذ ساخته شده‌اند که در آن‌ها چین‌های آکاردئونی تعبیه شده که می‌توان به خاطر وجود این چین‌ها، بادبزن را حول یک محور جمع کرد. حمل و به همراه داشتن بادبزن‌های تاشو راحت‌تر از بادبزن‌های غیرتاشو است.
تکان دادن بادبزن جریان هوا را به سوی پوست بدن افزایش می‌دهد و با این کار آهنگ تعریق پوست نیز افزایش یافته و بدن موفق می‌شود از راه عرق کردن بیشتر گرمای بیشتری را از خود خارج کند.